# Nominalzins
Der Nominalzins (oder Geldzins) ist in der Wirtschaft und der Wirtschaftswissenschaft der auf den Nominalwert eines zinstragenden Finanzinstruments oder Finanzprodukts bezogene Zinssatz. Pendant ist der Realzins.

## Allgemeines
Zinstragende Finanzinstrumente sind vor allem Anleihen, Bankguthaben, Kredite oder sonstige Forderungen und Verbindlichkeiten. Ihr Nominalzins ist unter anderem der Anleihezins, Habenzins oder Kreditzins. Auf den Nominalwert bezogen bedeutet, dass der Nominalzins in Prozent des Nominalwerts angegeben wird. Nominalzinsen setzen sich aus dem Realzins, einer etwaigen Risikoprämie und dem Inflationsausgleich (Preisbereinigung) zusammen.

## Ermittlung
Der Nominalzins wird mit Hilfe der allgemeinen Zinsformel ermittelt. Sie enthält neben den Zinstagen {\displaystyle t} auch das zu verzinsende Kapital (Forderung oder Verbindlichkeit) {\displaystyle K} und den Zinssatz {\displaystyle i}, so dass sich der Zinsbetrag {\displaystyle Z} wie folgt errechnet:
{\displaystyle Z={\frac {K\cdot i\cdot t}{100\cdot 360}}}.
Wenn heute ein Kreditinstitut einen Kredit mit einer Laufzeit von zwei Jahren zu einem Nominalzins von {\displaystyle i_{t}} gewährt, erhält es in zwei Jahren eine Kreditrückzahlung von
{\displaystyle 1(1+i_{t})(1+i_{t+1})}.
Bei einem Bankguthaben gilt als Gegenwartswert:
{\displaystyle {\frac {1}{(1+i_{t}){(1+i_{t+1}})}}}.
Der Nominalzins gibt mithin an, wie viele Euro ein Kreditnehmer künftig zurückzahlen muss im Austausch für 1 Euro bei der Kreditauszahlung oder wie viele Güter zurückerstattet werden müssen beim Austausch für ein Gut heute. Folglich spielt der Nominalzins bei der LM-Funktion eine Rolle, der Realzins dagegen bei der IS-Funktion.
Der Realzins {\displaystyle i_{r}} ergibt sich durch Division des Nominalzinses {\displaystyle i_{n}} durch das Preisniveau {\displaystyle p}:
{\displaystyle \mathrm {i_{r}} ={\frac {i_{n}}{p}}} oder
{\displaystyle \mathrm {i_{r}} ={\frac {\mathrm {i_{n}} }{\mathrm {p} }}-1}.
Wird dem Sparer ein Sparzins von 5 % jährlich gewährt bei einer gleichzeitigen Inflationsrate von 2,5 %, so ergibt sich nach einem Jahr ein Realzins von 2,439 %.

## Arten
Nominal- und Realzinsen werden insbesondere auf drei Teilmärkten gegenübergestellt:
| Markt                                             | Faktorpreis      | nominale Größe                                           | reale Größe             |
| ------------------------------------------------- | ---------------- | -------------------------------------------------------- | ----------------------- |
| Arbeitsmarkt                                      | Arbeitseinkommen | Nominaleinkommen, Nominallohn                            | Realeinkommen, Reallohn |
| Bankenmarkt: Geldmarkt, Kapitalmarkt, Kreditmarkt | Zins             | Nominalzins: Geldmarktzins, Kapitalmarktzins, Kreditzins | Realzins                |
| Finanzmärkte                                      | Rendite          | Nominalrendite                                           | Realrendite             |

Eingewandt werden muss, dass die einzelnen Marktteilnehmer auf dem Arbeitsmarkt wie Arbeitnehmer oder Gewerkschaften nicht in der Lage sind, den Reallohn zu bestimmen, weil die Ursachen für die Veränderung des Preisniveaus auf dem Gütermarkt außerhalb des Einflusses dieser Marktteilnehmer liegt. Veränderungen der Geldmenge beeinflussen nominale Größen, nicht aber reale Größen. Diese Irrelevanz der Geldmenge für reale Größen wird als Neutralität des Geldes bezeichnet.

## Wirtschaftliche Aspekte
Systematische Geldpolitik der Zentralbanken beeinflusst lediglich die nominalen Größen Inflationsrate, Preisniveau, Nominallohn und Nominalzins. Sinkt der Nominalzins auf „Null“, dann sind die Wirtschaftssubjekte indifferent zwischen der Geldhaltung und dem Halten von Wertpapieren, sobald sie genügend Geld für Transaktionszwecke halten. Der Nominalzins von „Null“ hat keine Auswirkungen auf das Geldangebot, denn die Geldnachfrage ist indifferent, wie viel Geld oder Wertpapiere sie halten soll.
Die Fisher-Gleichung beschreibt in der Volkswirtschaftslehre den Zusammenhang zwischen dem Realzins {\displaystyle i_{r}} einerseits und dem Nominalzins {\displaystyle i_{n}} sowie der Inflationsrate {\displaystyle \pi } andererseits. Bei relativ geringer Inflationsrate kann der Realzinssatz durch die Differenz zwischen Nominalzinssatz und Inflationsrate angenähert werden:
{\displaystyle i_{n}\approx i_{r}+\pi _{t+1}^{e}}.
Die Geldpolitik etwa der Zentralbanken beeinflusst den Nominalzins über den Leitzins (der selbst ein Nominalzins ist), wohingegen Investitionsausgaben und damit auch die Güternachfrage durch den Realzins beeinflusst werden. Der Realzins ist die für das Kapitalangebot oder das Kreditangebot entscheidende Größe. Orientieren sich dagegen die Marktteilnehmer bei Inflation an Nominalwerten, so unterliegen sie der so genannten Geldillusion. Orientieren sich die Marktteilnehmer am Nominalzins, unterliegen sie der Zinsillusion. Diese ist die verzerrte Wahrnehmung des Zinsertrages, bedingt durch die Vernachlässigung der Inflation.
Ist der Realzins niedriger als der Nominalzins ({\displaystyle i_{r}<i_{n}}), hemmt er Investitionen, liegt der Nominalzins unter dem Realzins ({\displaystyle i_{r}>i_{n}}), so fördert er sie.